# Paris-Montceau-les-Mines
Paris-Montceau-les-Mines est une ancienne course cycliste française, organisée à huit reprises entre 1922 et 1954.

## Palmarès
| Année | Vainqueur            | Deuxième         | Troisième       |
| ----- | -------------------- | ---------------- | --------------- |
| 1922  | Francis Pélissier    | Robert Reboul    | Henri Pélissier |
| 1946  | Louis Gauthier       | Albert Anutchin  | Éloi Tassin     |
| 1947  | Maurice Desimpelaere | Édouard Muller   | André Rosseel   |
| 1949  | Éloi Tassin          | Bernard Gauthier | Raoul Rémy      |
| 1950  | Jacques Marinelli    | Louis Déprez     | Louis Gauthier  |
| 1951  | Édouard Muller       | Jean Guéguen     | Antoine Gomez   |
| 1953  | Jean Guéguen         | Maurice Quentin  | Jacques Renaud  |
| 1954  | Jacques Marinelli    | Adolphe Deledda  | Eugène Telotte  |